# Rotheau
Rotheau (gesprochen „Rote-Au“) ist ein Dorf in Niederösterreich und Ortschaft der Gemeinde Eschenau im Bezirk Lilienfeld. Am 1. Jänner 2024 lebten in der Ortschaft Rotheau 471 Menschen.

## Geografie
Der Ort liegt in den Türnitzer Alpen im Traisental, zwischen den Orten Wilhelmsburg und Traisen, knapp 20 Kilometer südlich von St. Pölten.
Durch Rotheau führt die Mariazeller Straße B 20.
Die Traisen durchfließt den Ortsbezirk, hier mündet der Steubach, dessen Talung das Gemeindegebiet Eschenau bildet.
Nachbarortschaften
|                  | Göblasbruck (Gem. Wilhelmsburg, Bez. St. Pölten) | Altenburg (Gem. Wilhelmsburg, Bez. St. Pölten) |
|                  | Kompassrose, die auf Nachbargemeinden zeigt      | Steinwandleithen (Gem. St. Veit an der Gölsen) |
| SteubachEschenau | Traisen (Gem.)                                   |                                                |

## Geschichte
Gegenüber dem Ort stand im 12. Jahrhundert am Altenburger Kogel die Altenburg, dem einstigen Sitz des Ministerialgeschlechts der Altenburger.
In Rotheau existierte bis 1938 eine Schreibfedernfabrik, die mehreren hundert Anwohnern Arbeit gab. Nach der Liquidation wurde sie in einem ansässigen Gasthof weiter geführt und 1951 nach Krems verlagert.

## Infrastruktur
Von der Mariazeller Straße B 20 zweigt hier die L 107 ab, die über Eschenau – Wehrabach – Tradigist nach Rabenstein an der Pielach führt.
Rotheau wird durch die Regionalbuslinie 1545 erschlossen, bis 13. Dezember 2014 auch durch die Leobersdorfer Bahn mit der Haltestelle Rotheau-Eschenau.
In Rotheau gibt es einen Kindergarten. Der Ort gehört zum Volksschulbezirk Eschenau.

Rotheau hat eine Freiwillige Feuerwehr, welche im Jahr 1910 gegründet wurde.
Der angelegte Rundwanderweg Eschenau beginnt und endet in Rotheau.

## Persönlichkeiten
- Robert Sommer (* 1951 in Rotheau), Journalist und Schriftsteller